# Stazione di Silanus
La stazione di Silanus è una fermata ferroviaria al servizio del comune di Silanus, posta lungo la ferrovia Macomer-Nuoro.

## Storia

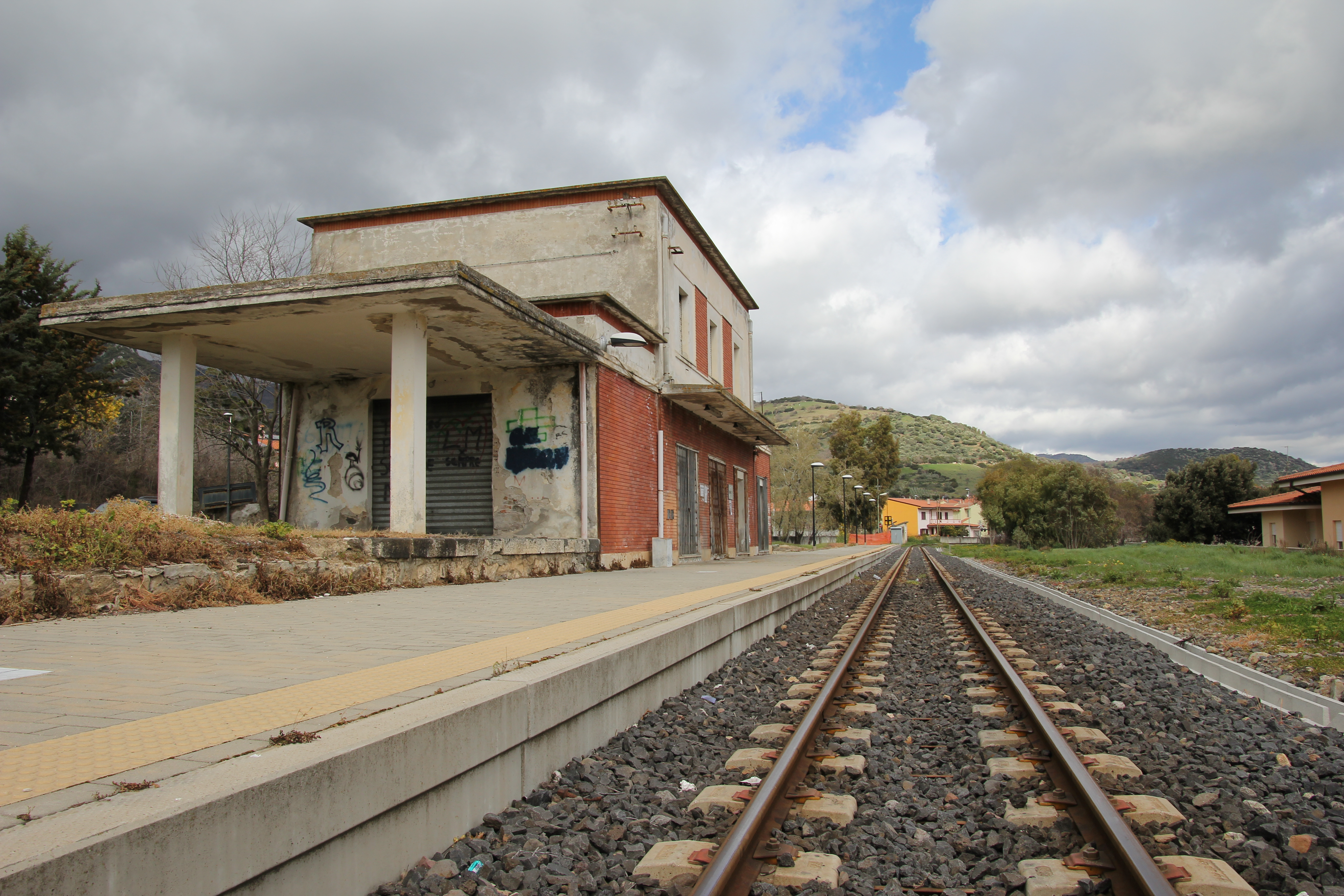
Dopo i lavori di inizio anni 2010 la stazione fu trasformata in fermata; sulla sinistra l'ex scalo merci

L'impianto nacque con caratteristiche di stazione nell'ultima parte dell'Ottocento in coincidenza con la fase di realizzazione della ferrovia a scartamento ridotto tra Nuoro e Macomer, il cui tracciato si sarebbe sviluppato nella periferia di Silanus. L'attivazione della stazione risale al 26 dicembre 1888, data in cui fu aperto al traffico il tronco iniziale della linea tra Macomer e la stazione di Tirso in cui l'impianto è compreso.
Successivamente lo scalo passò alla gestione delle Ferrovie Complementari della Sardegna nel 1921 e da queste alle Ferrovie della Sardegna nel 1989 e all'ARST nel 2010. In quello stesso anno l'intera Macomer-Nuoro fu chiusa per lavori di ammodernamento del tracciato e degli scali che interessarono anche la stazione di Silanus; alla riapertura nel 2012 tuttavia l'impianto era stato trasformato in fermata, stante la rimozione dal piazzale ferroviario di tutti i binari ad eccezione di quello di linea.

## Strutture e impianti

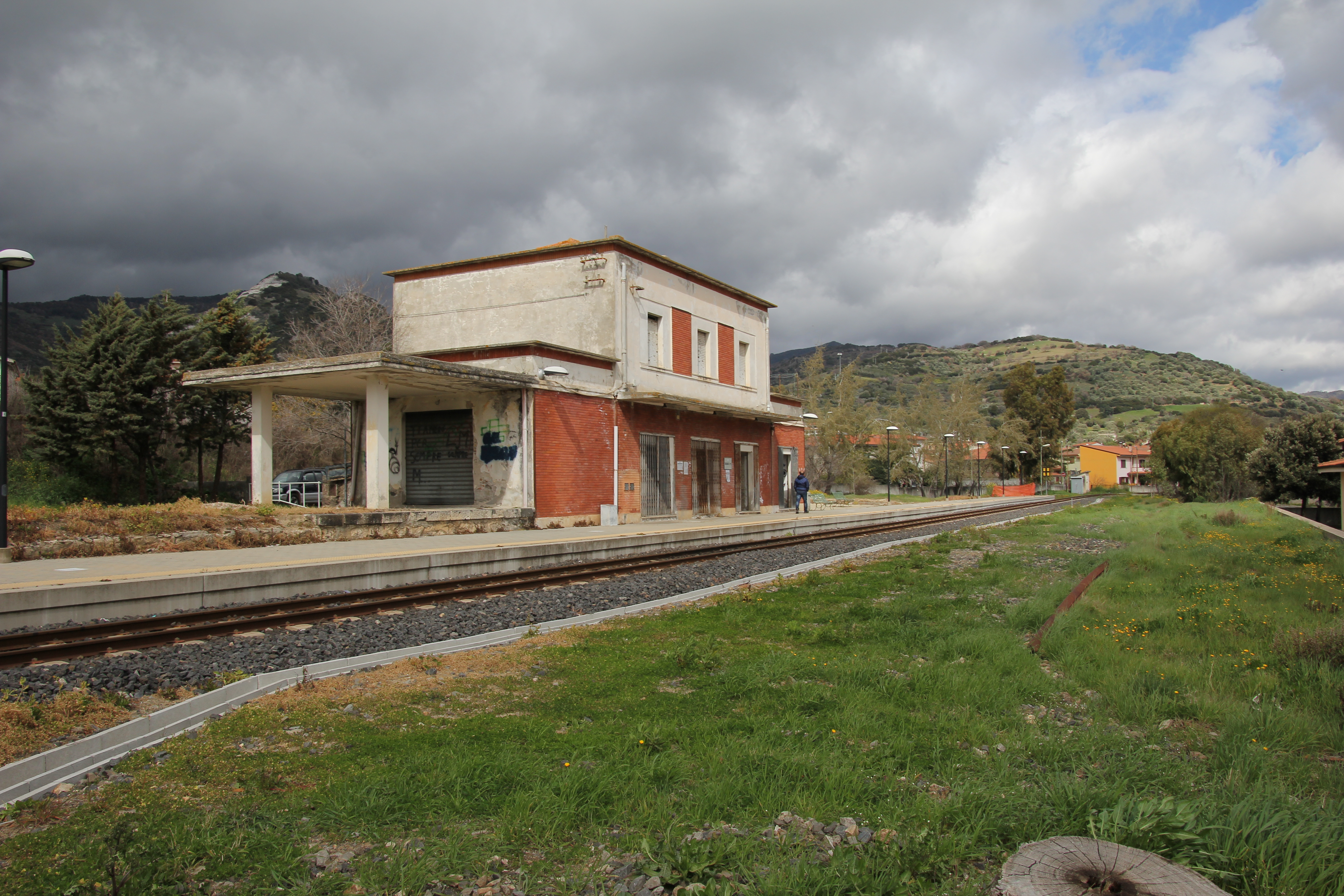
Il fabbricato viaggiatori della fermata

L'impianto di Silanus si trova nella periferia sud del centro omonimo, e dal 2012 presenta una configurazione di fermata passante, essendo dotato del solo binario di corsa a scartamento da 950 mm adiacente ad una banchina. Per la realizzazione di quest'ultima sono stati rimossi due binari precedentemente presenti nello scalo: sino al 2010 infatti l'impianto aveva caratteristiche di stazione, avendo in posa un binario di incrocio oltre ad un tronchino terminante dinanzi al dismesso scalo merci, quest'ultimo composto anche da un piano caricatore e da un magazzino.
Adiacente al magazzino merci è situato il fabbricato viaggiatori della fermata, un edificio (chiuso al pubblico) a due piani a pianta rettangolare con annesso un prolungamento sul solo piano terra per complessivi quattro accessi sul lato binari; presente nell'impianto (impresenziato) anche un rifornitore idrico a cisterna.

## Movimento

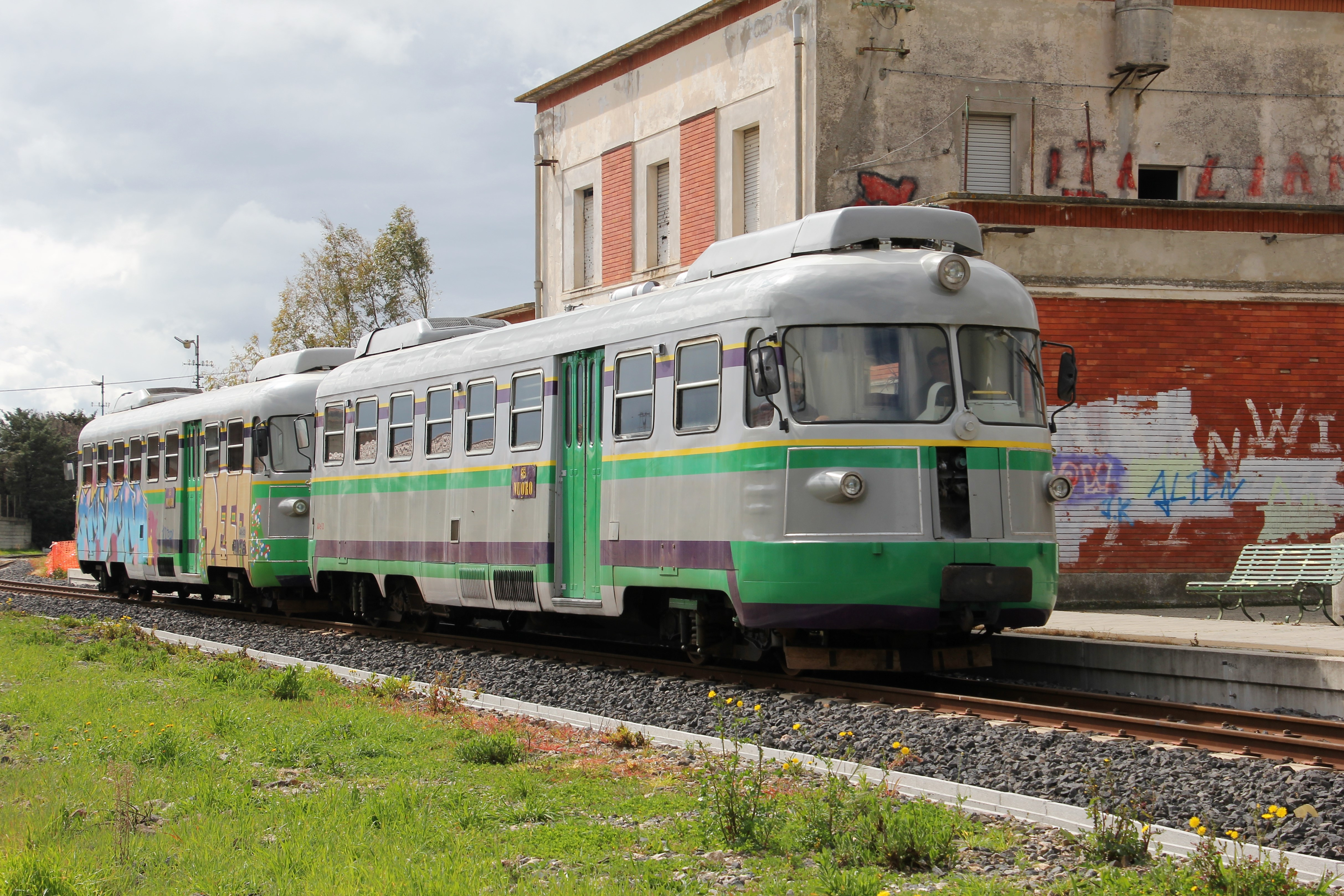
Treno passeggeri dell'ARST composto da automotrici ADe in partenza dalla fermata

La fermata è servita dai treni dell'ARST operativi lungo la Macomer-Nuoro: i due capolinea sono anche i centri maggiori raggiungibili dai collegamenti interessanti l'impianto. Le relazioni vengono espletate nei giorni feriali, mentre nelle domeniche e nei festivi non vengono effettuati treni, in luogo dei quali vengono svolte alcune autocorse sostitutive.

## Servizi
L'impianto è dotato di una sala d'attesa e di servizi igienici, questi ultimi tuttavia non più a disposizione dei viaggiatori.
- Sala d'attesa